# Mikroregion Bílé Karpaty
Mikroregion Bílé Karpaty je dobrovolný svazek obcí v okresu Uherské Hradiště, jeho sídlem je Strání a jeho cílem je zajištění dostupnosti veřejných i soukromých fondů a grantů pro realizace strategie rozvoje, vytváření podmínek pro zajištění místní i regionální infrastruktury, identifikace pilotních projektů, vyhledávání možností financování jednotlivých projektů, přilákání investic do veřejného i soukromého sektoru a zpracování dlouhodobého strategického rozvoje mikroregionu. Sdružuje celkem 9 obcí a byl založen v roce 2007.

## Obce sdružené v mikroregionu
- Březová
- Dolní Němčí
- Horní Němčí
- Lopeník
- Slavkov
- Starý Hrozenkov
- Strání
- Vápenice
- Vyškovec